# Al Giordano
Pour les articles homonymes, voir Giordano.
Al Giordano, né le 31 décembre 1959 dans le Bronx, à New York, et mort le 10 juillet 2023 au Mexique, est un journaliste américain spécialisé dans les affaires de trafic de drogue et dans la Campagne des États-Unis contre la toxicomanie. Il collabore au Narco News Bulletin, au blog politique The Field et à la School of Authentic Journalism. Il a étudié à la Mamaroneck High School à Mamaroneck, New York. Il compose et chante dans le groupe musical Zapa-Sutra.
Al Giordano meurt d'un cancer du poumon le 10 juillet 2023 au Mexique, où il vivait depuis plusieurs années. Il avait 63 ans.

## Narco News
En 2000, Giordano a créé Narco News, une organisation dont le but est d'informer les citoyens des États-Unis à propos des actions gouvernementales contre la drogue en Amérique latine. 